# Choura
Pour les articles homonymes, voir Shura.

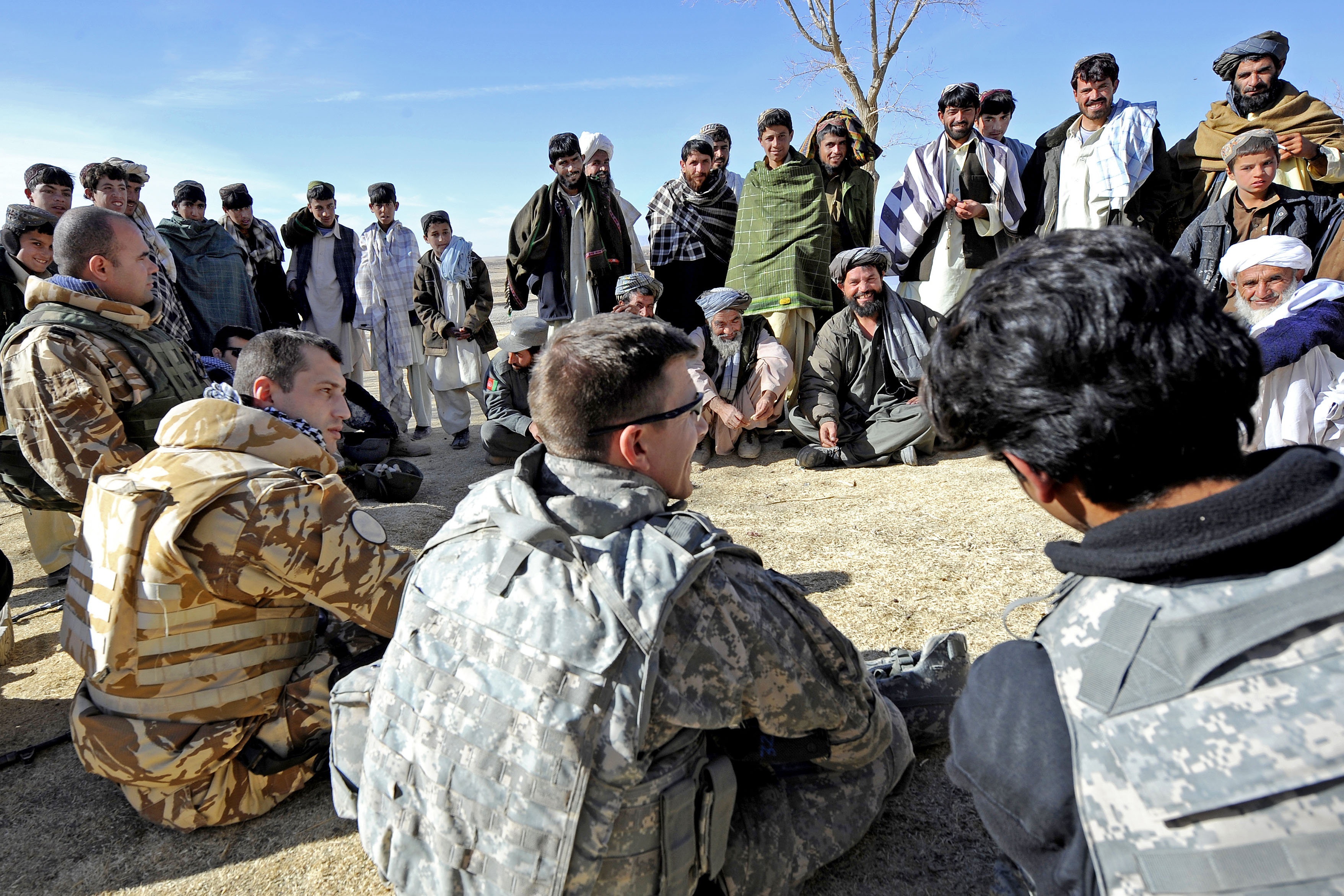
Ryan Weld, capitaine de l’armée de l’air américaine (au centre) et les forces roumaines de la Task Force Black Scorpion discutent avec des villageois lors d’une choura à Khleqdad Khan, en Afghanistan, le 19 décembre 2010. Weld est affecté à l’équipe provinciale de reconstruction de Zaboul.

Le terme choura ou shûrâ (arabe: شورَى /šūrā/ ou [ˈʃuːrɑː], « consultation », « conseil », par extension Majlis el-Shoura désigne notamment le parlement d'un État islamique, le conseil d'administration d'un parti ou d'une institution religieuse. Dans le cadre religieux musulman c'est un concile de juges musulmans.
Il est important ici de souligner la différence entre une consultation et une concertation : La consultation n'oblige pas le consultant à suivre l'avis des consultés quand bien même ils seraient unanimes sur la question tandis que la concertation vise à aboutir à un accord entre toutes les parties.

## Contestation du principe de la choura
Si l'on observe la manière dont s'est déroulée la transmission de l'autorité après la mort de Mahomet, on peut relever trois méthodes différentes.
1. Pour Abou Bakr, un petit comité formé de gens de Médine et d'émigrés mecquois (Ansars et Mouhajiroun) s'est réuni qui a désigné Abou Bakr sans qu'un véritable consensus ait pu être atteint. On ne peut pas parler d'élection ou de véritable majorité vu l'absence d'un grand nombres de musulmans ce jour-là.
2. Pour Omar ibn al-Khattâb, il fut désigné par Abou Bakr par voie testamentaire.
3. Pour Othman, Omar ibn al-Khattâb ordonna la réunion d'un conseil de six compagnons, avec la condition que les compagnons arrivent à se décider sur une personne. Le choix devait intervenir au plus tard, dans les trois jours qui suivraient la mort d'Omar.

## Choura
Dans le Coran, l'ordre a été donné au calife, et d'abord à Mahomet, de consulter les croyants avant de prendre une décision.

« Pardonne-leur ! Demande pardon pour eux ; consulte-les sur toute chose ; mais, quand tu as pris une décision, place ta confiance en Dieu.
—Dieu aime ceux qui ont confiance en lui— »

— Le Coran (III; 159)
Ce principe de choura ne doit pas être confondu avec l'idée de "gouvernement du peuple par le peuple et pour le peuple". Il s'agit, comme cela apparaît clairement dans le verset ci-dessus d'une consultation qui n'oblige en rien le consultant qui, ayant pris une décision, doit s'en remettre à Dieu en ce qui concerne l'avenir.
Cependant, dans la plupart des pays de confession islamique, elle est un système gouvernemental au centre duquel figurent les citoyens, et qui met le pouvoir dans les mains du peuple. Dans cette organisation gouvernementale, le peuple a la possibilité d'exercer librement ses droits.

« Ce mode institutionnel est fondé sur :
- Le suffrage universel qui offre le droit pour tous les citoyens, d’être électeurs et éligibles ;
- Le référendum qui est la consultation des électeurs sur une question ou une recommandation et dans lequel le vote majoritaire entraîne l'adoption ou le rejet.

Le système de la choura est ouvert à tous les citoyens, qu'ils soient musulmans ou non. Il est un mode gouvernemental qui encourage l'initiative populaire qui permet au citoyen de proposer à ses représentants l'adoption d'une mesure qui sera soumise à l'ensemble des électeurs qui diront leur mot final à travers le vote. Ce fonctionnement permet au peuple d'exercer directement le pouvoir et indirectement l'administration par l'intermédiaire des représentants élus qui appliquent   les décisions populaires et gèrent les affaires gouvernementales au nom de la nation tout entière. La Choura est une organisation composée de trois assemblées : 
les assemblées des villes ; les assemblées des régions ; l'assemblée de la nation. Chacune de ces trois assemblées est composée de cinq cabinets :
- Le cabinet législatif ;
- Le cabinet exécutif ;
- Le cabinet judiciaire ;
- Le cabinet technique ;
- Le cabinet d'inspectorat. »

## Arabie saoudite
En Arabie saoudite, il n’y a aucun parlement mais il existe un « Conseil de choura » composé de 150 membres. Le roi désigne les membres, choisit le moment pour le réunir, il choisit aussi le programme, l’ordre du jour. Le souverain n’est en revanche aucunement tenu de respecter les conclusions de la choura.

## Égypte
En Égypte, le modèle est différent. La Constitution prévoit un parlement monocaméral mais une deuxième chambre de représentation des gouvernorats a été créée sous le nom de Majles el-Choura, « Conseil de la Choura. » Les membres de la Choura sont élus pour 6 ans.

## Sultanat d'Oman
Dans le sultanat d’Oman, il existe également une choura dont tous les membres sont élus sauf le président qui est désigné par le sultan. Comme en Arabie saoudite, le sultan décide ou non de suivre les avis qui lui sont donnés.

## Irak
Depuis la constitution du 15 octobre 2005 instituant un nouveau régime politique post-Saddam Hussein, l'Irak est également doté d'un conseil de la choura.